# Orden „Im Dienste des Sozialistischen Vaterlandes“
Der Orden „Im Dienste des Sozialistischen Vaterlandes“ (rumänisch Ordinul în serviciul patriei socialiste) war eine staatliche Auszeichnung der Volksrepublik Rumänien (rumänisch Republica Populară Română). Die Stiftung erfolgte am 15. Juni 1963 durch das Dekret 280 des Staatsrates (Consiliul de stat). Die Veröffentlichung der Statuten erfolgte im rumänischen Staatsanzeiger (Buletinul oficial) Nr. 10. Verliehen wurde der Orden überwiegend an Offiziere der Truppen des rumänischen Innenministeriums sowie der Securitate, des rumänischen Geheimdienstes.

## Klassen
- 1. Klasse: mit goldfarbenen Stern
- 2. Klasse: mit silberfarbenen Stern
- 3. Klasse: mit bronzefarbenen Stern

## Aussehen und Trageweise
Das Ordenszeichen ist hochoval. Die untere Hälfte besteht aus zwei gekreuzten Lorbeerzweigen, die durch eine Schleife in den Landesfarben Rumäniens verbunden sind. Der obere Teil des Abzeichens besteht aus einem gezackten Sternenornament. Oben und unten ragen die Enden zweier diagonal gekreuzter Gewehre hervor. Im ovalen Zentrum des Abzeichens sind vor einer aufgehenden Sonne Symbole der Industrie dargestellt. 
Getragen wurde das Ordenszeichen als Steckkreuz an der linken Brustseite des Beliehenen.

## Medaille
Die am gleichen Tag zum Orden gestiftete Medaille „Im Dienste des Sozialistischen Vaterlandes“ (Medalia în serviciul patriei socialiste) wurde dagegen an Unteroffiziere der Truppen des Innenministeriums sowie des Geheimdienstes verliehen. Nach Änderung der Staatsform Rumäniens in eine Sozialistische Republik (rumänisch Republica Socialistă România) im Jahr 1965 wurde 1966 ein zweites Modell der Medaille verliehen.

### 1. Form
Die 1. Form der Medaille, welche von 1963 bis 1966 verliehen wurde, hatte zwei Klassen und wurde in Gold- oder Silberausführung am Band getragen. Die hochovale Medaille zeigt auf ihrem Avers ein rundes Medaillon in dem sich das Landeswappen mit dem Majuskeln Rumäniens RPR befindet, welches von einem Halbkranz aus Lorbeerzweigen umschlossen ist, die an ihrem Kreuzpunkt mit einem roten Band zusammengehalten werden. An das Medaillon schließt sich nach oben ein verlängerter Strahlenkranz an, welches die aufgehende Sonne symbolisiert. Das Revers der Medaille zeigt dagegen innerhalb eines Ringes die Aufschrift: IN SERVICIUL / PATRIEI SOCIALISTE.
Getragen wurde die Medaille an einer pentagonalen Spange an der linken Brustseite des Beliehenen. Das Ordensband der 1. Klasse ist dabei dunkelblau mit zwei roten und zwei blauen sowie einen weißen Mittelstreifen. Der Saum ist ebenfalls weiß. Das Band der 2. Klasse ist identisch, hat aber drei blaue Streifen.

### 2. Form
Im Jahr 1966 wurde das Layout der Medaille angepasst und nunmehr so bis 1989 verliehen. Es zeigt auf dem Avers die Majuskel RSR. Band und Inschrift der Medaille blieben identisch.